# Vertrag von Maastricht

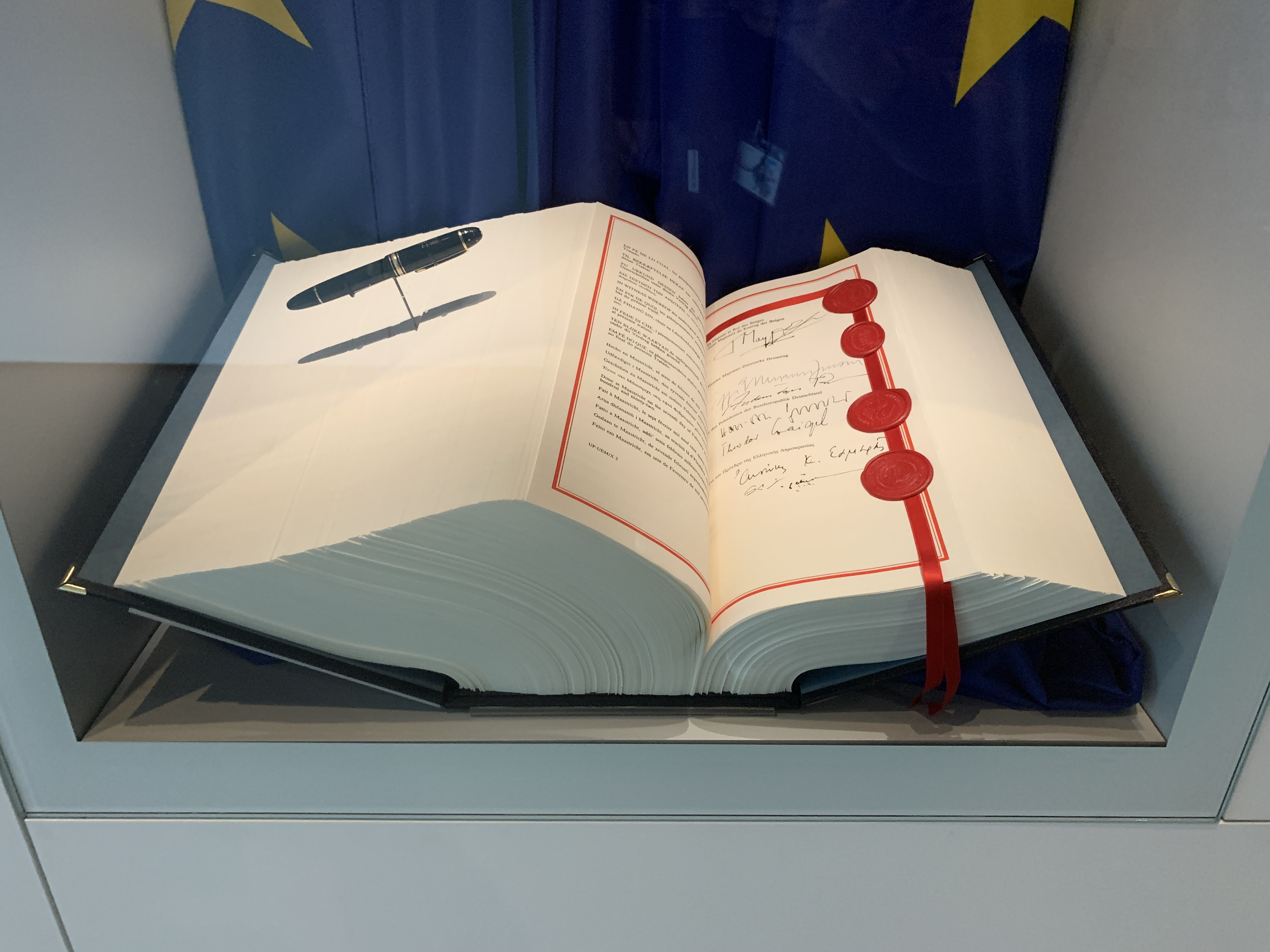
Vertrag von Maastricht (Schriftform)

Europäische Union 1992/93

Als Vertrag von Maastricht wird das Vertragswerk bezeichnet, das unter anderem die ursprüngliche Fassung des Vertrags über die Europäische Union (EUV) enthält.
Der Vertrag von Maastricht wurde am 7. Februar 1992 im niederländischen Maastricht vom Europäischen Rat unterzeichnet. Er stellt den bis dahin größten Schritt der europäischen Integration seit der Gründung der Europäischen Gemeinschaften (EG) dar.
Mit diesem Vertragswerk, das an die Stelle der 1957 geschlossenen Römischen Verträge trat, wurde die Europäische Union (EU) als übergeordneter Verbund für die Europäischen Gemeinschaften, die gemeinsame Außen- und Sicherheitspolitik sowie die Zusammenarbeit in den Bereichen Justiz und Inneres gegründet.
Abgesehen von dem eigentlichen EU-Vertrag enthält der Vertrag von Maastricht auch Bestimmungen zu umfassenden Änderungen der Verträge zur Gründung der Europäischen Gemeinschaften, also des EG-Vertrags, des EURATOM-Vertrags und des damals noch in Kraft befindlichen EGKS-Vertrags. Er trat am 1. November 1993 in Kraft. Der damit geschaffene Rechtsstand wurde zum 1. Mai 1999 durch den Vertrag von Amsterdam erneut geändert.

## Einführung

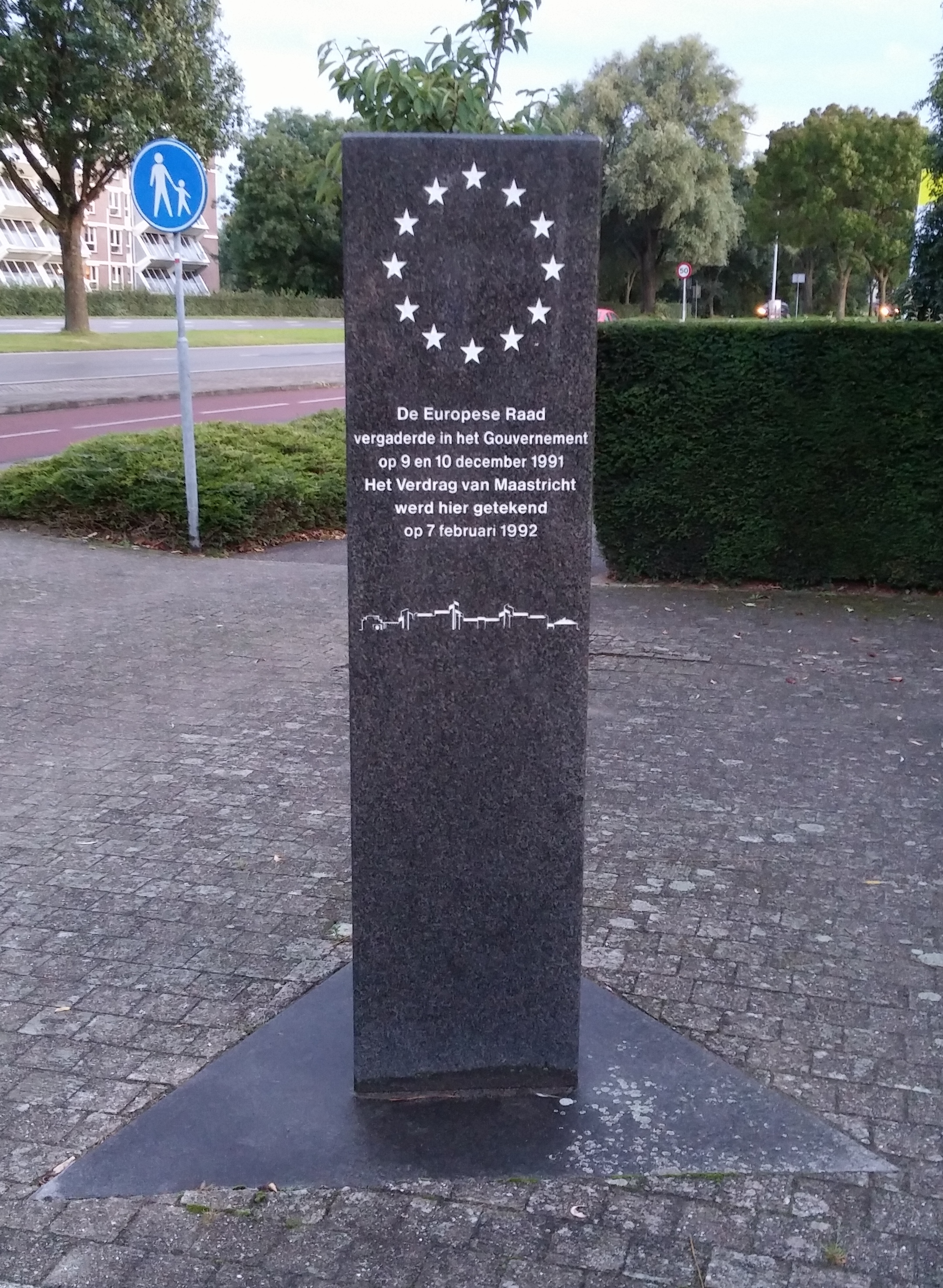
Erinnerungsstele in Maastricht

Nach Verhandlungen, die im Dezember 1991 in Maastricht stattfanden, wurde der Vertrag am 7. Februar 1992 unterzeichnet. Wegen einiger Hindernisse im Ratifizierungsverfahren (Zustimmung der dänischen Bevölkerung erst in einem zweiten Referendum; Verfassungsklage in Deutschland gegen die parlamentarische Zustimmung zum Vertrag) konnte er erst am 1. November 1993 in Kraft treten. Er bezeichnet sich selbst als „eine neue Stufe bei der Verwirklichung einer immer engeren Union der Völker Europas“.
Er beinhaltet neben einer Reihe von Änderungen des EG-Vertrages und des Euratom-Vertrages den Gründungsakt der Europäischen Union (vgl. Präambel des EU-Vertrags), ohne diesen selbst zu vollenden. Es war – wie auch die Entwicklung der EG – ein erster Teilschritt auf dem Weg hin zu einer EU-Verfassung, die die EU-Verträge später ersetzen soll.
Die hiermit gegründete Europäische Union ersetzt nicht die Europäischen Gemeinschaften (Artikel 47 EU-Vertrag), sondern stellt diese mit den neuen „Politiken und Formen der Zusammenarbeit“ (Artikel 2 EU-Vertrag) unter ein gemeinsames Dach. Zusammen mit anderen Elementen bilden die Europäischen Gemeinschaften die drei Säulen der Europäischen Union:
- die Europäischen Gemeinschaften
- die Zusammenarbeit in der Außen- und Sicherheitspolitik (GASP),
- die polizeiliche und justizielle Zusammenarbeit in Strafsachen (PJZS).

## Zeitliche Einordnung
| Unterz. In Kraft Vertrag                    | 1948 Brüsseler Pakt                                               | 1951 1952 Paris                                                   | 1954 1955 Pariser Verträge                      | 1957 1958 Rom                                       | 1965 1967 Fusions- vertrag                          | 1986 1987 Einheitliche Europäische Akte | 1992 1993 Maastricht     | 1992 1993 Maastricht          | 1997 1999 Amsterdam           | 2001 2003 Nizza        | 2001 2003 Nizza | 2007 2009 Lissabon |  |  |  |  |  |  |  |  |  |
|                                             |                                                                   |                                                                   |                                                 |                                                     |                                                     |                                         |                          |                               |                               |                        |                 |                    |  |  |  |  |  |  |  |  |  |
| Europäische Gemeinschaften                  | Europäische Gemeinschaften                                        | Drei Säulen der Europäischen Union                                | Drei Säulen der Europäischen Union              | Drei Säulen der Europäischen Union                  | Drei Säulen der Europäischen Union                  | Drei Säulen der Europäischen Union      |                          |                               |                               |                        |                 |                    |  |  |  |  |  |  |  |  |  |
|                                             | Europäische Atomgemeinschaft (Euratom)                            | Europäische Atomgemeinschaft (Euratom)                            | →                                               |                                                     |                                                     |                                         | ←                        |                               |                               |                        |                 |                    |  |  |  |  |  |  |  |  |  |
|                                             |                                                                   |                                                                   | →                                               | Europäische Gemeinschaft für Kohle und Stahl (EGKS) | Europäische Gemeinschaft für Kohle und Stahl (EGKS) | Vertrag 2002 ausgelaufen                | Vertrag 2002 ausgelaufen |                               | Europäische Union (EU)        | Europäische Union (EU) |                 |                    |  |  |  |  |  |  |  |  |  |
|                                             |                                                                   |                                                                   | →                                               | Europäische Wirtschaftsgemeinschaft (EWG)           | Europäische Wirtschaftsgemeinschaft (EWG)           |                                         | ←                        | Europäische Gemeinschaft (EG) | Europäische Gemeinschaft (EG) | Europäische Union (EU) |                 |                    |  |  |  |  |  |  |  |  |  |
|                                             |                                                                   |                                                                   | →                                               | Justiz und Inneres (JI)                             |                                                     |                                         | ←                        | Europäische Gemeinschaft (EG) | Europäische Gemeinschaft (EG) | Europäische Union (EU) |                 |                    |  |  |  |  |  |  |  |  |  |
|                                             | Polizeiliche und justizielle Zusammenarbeit in Strafsachen (PJZS) | Polizeiliche und justizielle Zusammenarbeit in Strafsachen (PJZS) | →                                               | Justiz und Inneres (JI)                             | ←                                                   |                                         |                          |                               |                               | Europäische Union (EU) |                 |                    |  |  |  |  |  |  |  |  |  |
| Europäische Politische Zusammenarbeit (EPZ) | →                                                                 | Gemeinsame Außen- und Sicherheitspolitik (GASP)                   | Gemeinsame Außen- und Sicherheitspolitik (GASP) | Gemeinsame Außen- und Sicherheitspolitik (GASP)     | ←                                                   |                                         |                          |                               |                               | Europäische Union (EU) |                 |                    |  |  |  |  |  |  |  |  |  |
| Westunion (WU)                              | Westunion (WU)                                                    | Westeuropäische Union (WEU)                                       | Westeuropäische Union (WEU)                     | Westeuropäische Union (WEU)                         | Westeuropäische Union (WEU)                         |                                         |                          |                               |                               | Europäische Union (EU) |                 |                    |  |  |  |  |  |  |  |  |  |
| Westunion (WU)                              | Westunion (WU)                                                    | Westeuropäische Union (WEU)                                       | Westeuropäische Union (WEU)                     | Westeuropäische Union (WEU)                         | Westeuropäische Union (WEU)                         | aufgelöst zum 1. Juli 2011              |                          |                               |                               |                        |                 |                    |  |  |  |  |  |  |  |  |  |
|                                             |                                                                   |                                                                   |                                                 |                                                     |                                                     |                                         |                          |                               |                               |                        |                 |                    |  |  |  |  |  |  |  |  |  |

## Inhalt des Vertrages

### Währungs- und Wirtschaftsunion

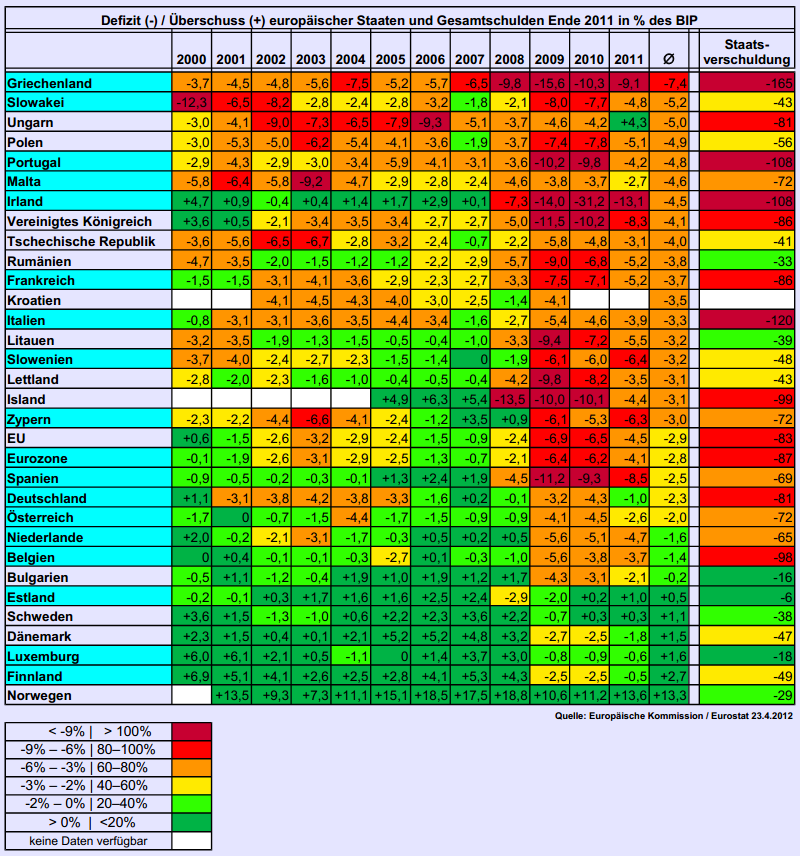
Defizit / Überschuss Europäischer Staatshaushalte bis 2011 in % des BIP

Im Mittelpunkt des Vertrages stehen Änderungen des EG-Vertrages, in den insbesondere die Bestimmungen zur Schaffung der Europäischen Wirtschafts- und Währungsunion in drei Stufen eingefügt werden. Laut Vertragstext sollte frühestens zum 1. Januar 1997, spätestens zum 1. Januar 1999 in der EU eine gemeinsame Währung (Euro) eingeführt werden. Damit ein Land an der Währungsunion teilnehmen kann, muss es bestimmte wirtschaftliche Kriterien (die EU-Konvergenzkriterien, auch als Maastricht-Kriterien bezeichnet) erfüllen, durch die die Stabilität der gemeinsamen Währung gesichert werden soll. Dabei handelt es sich um Kriterien, die Haushalts-, Preisniveau-, Zinssatz- und Wechselkursstabilität gewährleisten sollen. Das Kriterium der Haushaltsstabilität (Defizitquote unter 3 % und Schuldenstandsquote unter 60 % des BIP) wurde als dauerhaftes Kriterium ausgelegt (Stabilitäts- und Wachstumspakt), die anderen Kriterien müssen Mitgliedstaaten nur vor der Euro-Einführung erfüllen.
Im Vertrag war festgelegt, dass Länder, die die Konvergenzkriterien erfüllen (worüber der Ministerrat zu entscheiden hat), dem Euro nach dieser Zeit beitreten müssen. Lediglich Großbritannien und Dänemark behielten sich das Recht vor, selbst über den Beitritt zur Währungsunion zu entscheiden (sog. opting out).
Der Euro wurde am 1. Januar 1999 als Buchwährung eingeführt (am 1. Januar 2002 als Bargeld); ab dem 1. Januar 1999 waren die Wechselkurse zwischen den beteiligten Währungen fixiert.

### Gemeinsame Außen- und Sicherheitspolitik
Die bisherige Europäische Politische Zusammenarbeit (EPZ) wird mit dem Vertrag von Maastricht durch die Gemeinsame Außen- und Sicherheitspolitik (GASP) ersetzt. Obwohl die GASP eine Säule der EU darstellt, bleiben die Entscheidungen letztlich in den Händen der Nationalstaaten. Für die meisten Beschlüsse gilt deshalb das Einstimmigkeitsprinzip.
Das Ergebnis war eine Riesenenttäuschung für Bundeskanzler Helmut Kohl, für den die Gründung einer Politischen Union ein lebenslanger Traum war. Noch kurz vor dem Gipfel von Maastricht hatte er im Bundestag erklärt, es sei eine Lehre aus der Geschichte, dass „die Vorstellung, man könne eine Wirtschafts- und Währungsunion ohne Politische Union auf Dauer erhalten, abwegig ist“. Verhindert wurde die Einführung einer gemeinsamen Außen- und Sicherheitspolitik durch Kohls Freund, den französischen Präsidenten Francois Mitterrand. Ihm seien „derart tiefe Einschnitte in die nationale Souveränität viel zu weit“ gegangen, schreibt der EU-Historiker Christoph Driessen.

### Unionsbürgerschaft
Mit dem Vertrag wurde die Unionsbürgerschaft eingeführt. Sie ersetzt nicht die Staatsbürgerschaft, sondern ergänzt diese. Die Unionsbürgerschaft erhält jeder, der die Staatsbürgerschaft eines der Mitgliedsstaaten der EU besitzt. Er erhält damit unter anderem eine Aufenthaltserlaubnis in der gesamten Union, das aktive und passive Kommunalwahlrecht im Wohnstaat, sowie das Recht, das Europäische Parlament unabhängig von der Staatsbürgerschaft in der gesamten EU jeweils am Wohnsitz zu wählen.
Außerdem erhielten Unionsbürger das Recht, Petitionen an das Europäische Parlament zu richten, wo zu diesem Zweck ein Petitionsausschuss gegründet wurde. Als Ansprechpartner bei Beschwerden wurde das Amt des Europäischen Bürgerbeauftragten eingerichtet.

### Demokratisierung
Eine weitere Neuerung ist die Einführung des Mitentscheidungsverfahrens. Damit wurde das Europäische Parlament in einigen Bereichen auf die gleiche Stufe wie der Ministerrat gestellt. Außerdem wurden erstmals die europäischen politischen Parteien vertraglich anerkannt, was eine Finanzierung der europaweiten Parteibündnisse aus EU-Mitteln ermöglichte.
Ferner wurde die Einrichtung des Ausschusses der Regionen beschlossen, der eine angemessene Vertretung der Regionen, wie etwa in Deutschland der Bundesländer, garantieren soll.

### Zusammenarbeit in der Innen- und Rechtspolitik
Außerdem wurde im Vertrag eine Verbesserung der Zusammenarbeit im Bereich der Justiz und des Inneren beschlossen. Wie bei der zweiten Säule, der Gemeinsamen Außen- und Sicherheitspolitik, blieb aber auch in diesem Bereich das Einstimmigkeitsprinzip weitgehend erhalten. Für die bessere Koordination der polizeilichen Zusammenarbeit wurde die Europäische Polizeibehörde Europol gegründet.

### Protokoll über die Sozialpolitik
Dem Vertrag von Maastricht waren ein Protokoll über die Sozialpolitik und ein Abkommen zwischen elf der damaligen Mitgliedstaaten (ohne Großbritannien) beigefügt, mit dem erweiterte gemeinschaftliche Zuständigkeiten insbesondere zur Setzung arbeitsrechtlicher Mindestnormen und bei der Förderung des Sozialen Dialogs auf Gemeinschaftsebene geschaffen wurden. Großbritannien hatte sich als einziger Mitgliedstaat gegen diesen (vergleichsweise kleinen) Schritt zur Vertiefung der Integration im Bereich der Sozialpolitik ausgesprochen und eine Aufnahme in den Vertrag blockiert, sodass die übrigen Mitgliedstaaten diesen integrationspolitischen Zwischenschritt wählten.
Das Maastrichter Sozialprotokoll bzw. Sozialabkommen ist damit ein gutes Beispiel für eine Politik der abgestuften Integration (Europa der zwei Geschwindigkeiten), bei der nicht alle Integrationsschritte zur gleichen Zeit von allen Mitgliedstaaten vollzogen werden müssen.
1997 gab Großbritannien unter der neu gewählten Regierung von Tony Blair seinen Widerstand gegen eine vertiefte gemeinschaftliche Sozialpolitik auf, sodass der Text des Sozialabkommens mit dem Vertrag von Amsterdam als Artikel 137 ff. in den EG-Vertrag aufgenommen werden konnte. Das erste Gesetz, das durch den Sozialdialog angenommen worden ist, ist die Richtlinie 96/34/EG zum Elternurlaub.

### Sonstiges
- Mit dem Vertrag erhielten die europäischen Institutionen erstmals auch Zuständigkeiten im Bereich der Kultur (damals Art. 128 EG-Vertrag, seit dem Vertrag von Nizza Art. 151 EG-Vertrag). Die späteren Förderprogramme Raphael, Ariane und Kaleidoskop sowie das Rahmenprogramm Kultur 2000 haben hier ihre Rechtsgrundlage.

- Das so genannte Maastricht-Urteil des Bundesverfassungsgerichts (BVerfGE 89, 155) vom 12. Oktober 1993 befasste sich mit dem geschlossenen Vertrag. Das Gericht billigte das Vertragswerk als mit dem Grundgesetz vereinbar, machte jedoch dem deutschen Gesetzgeber Auflagen für die Umsetzung im Hinblick auf die demokratische Legitimation des Staatenverbundes.

## Kritik
Direkt nach seiner Unterzeichnung wurde von 62 deutschen Wirtschaftswissenschaftlern das eurokritische Manifest Die währungspolitischen Beschlüsse von Maastricht: Eine Gefahr für Europa veröffentlicht, in dem vor einer überhasteten und fehlerhaften Umsetzung der Vertragsinhalte gewarnt wurde. Kritisiert wurde vor allem die Einführung einer Währungsunion, da große makroökonomische Strukturunterschiede bestünden und nationale Interessen eine gemeinsame Preisstabilität erschweren könnten. Das Manifest der Professoren löste eine breite Diskussion aus, blieb politisch aber folgenlos.
Die geforderten Regeln zur Reduktion der Staatsschulden standen in der Kritik, eine keynesianistische Wirtschaftspolitik unmöglich zu machen und damit die Rahmenbedingungen einer klassischen sozialdemokratischen Politik auszuschließen. Der Vertrag stieß daher auf starke Kritik in der Arbeiterbewegung und bei Gewerkschaften. Um die Kriterien zu erfüllen, mussten viele Länder der EU starke Kürzungen ihrer Ausgaben vornehmen, obwohl die EU-weite Arbeitslosenquote von 10 % schon vergleichsweise hoch war. Die Kriterien standen im Verdacht, bloß ein Argument zur Durchsetzung einer neoliberalen Austeritätspolitik zu sein. Ralph Rotte und Klaus F. Zimmermann stellten in diesem Zusammenhang 1998 fest: „Es spricht viel für die Hypothese, dass die Regierungen Maastricht tatsächlich als Instrument nutzen, um fiskalische Zurückhaltung zu erzwingen.“